# Suède aux Jeux olympiques d'été de 1928
La Suède aux Jeux olympiques d'été de 1928 participe à ses 7e Jeux olympiques. Présents dans 11 sports, les athlètes suédois rapportent des Jeux olympiques d'été de 1928, à Amsterdam, 25 médailles en tout : 7 en or, 6 en argent et 12 en bronze. Performance qui place leur pays en 4e position au classement des nations. 

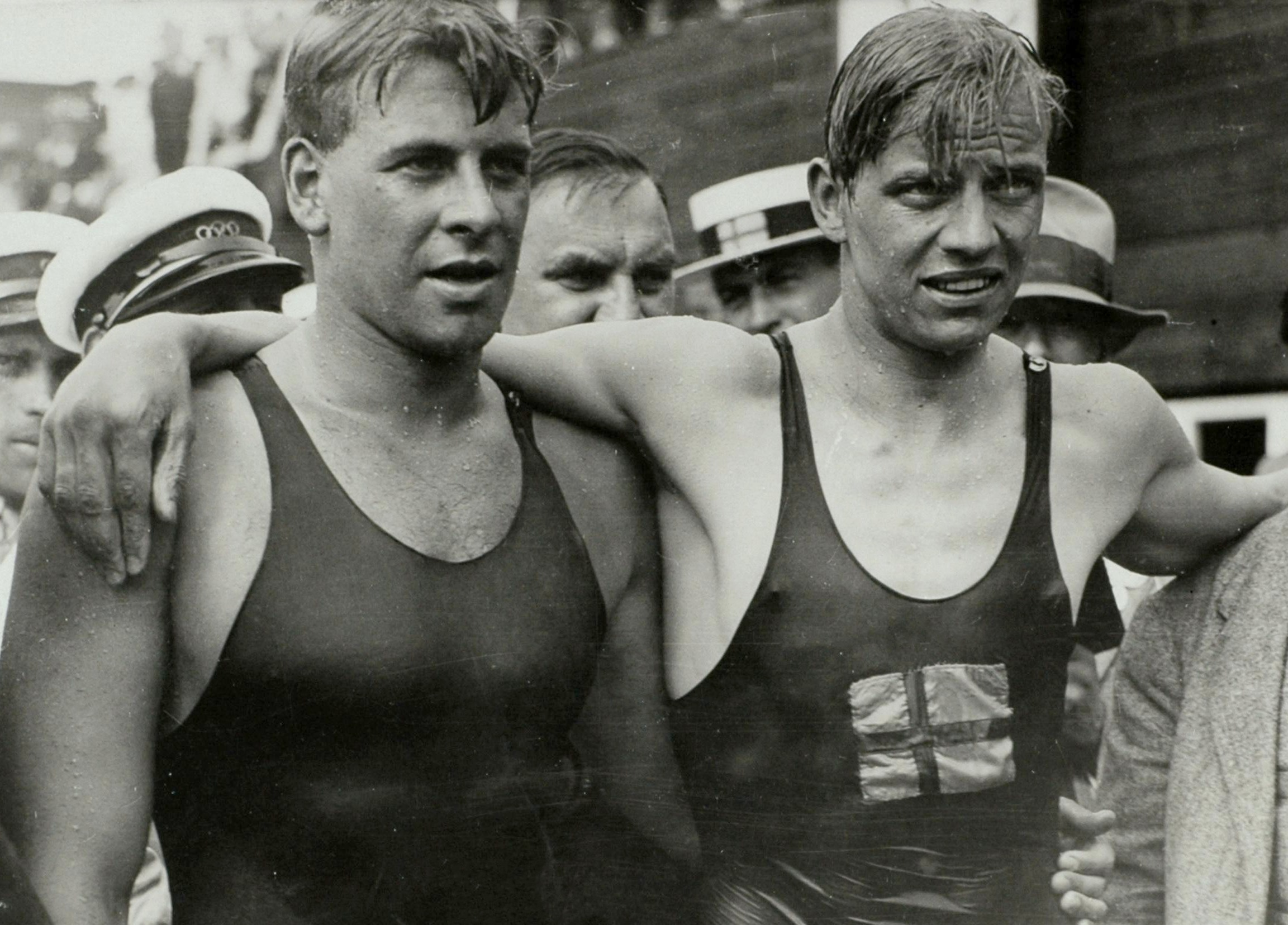
Arne Borg vainqueur du 1500 m nage libre avec le vice-champion olympique Andrew Charlton.

## Bilan global
| Sport              | Médaille d'or, Jeux olympiques | Médaille d'argent, Jeux olympiques | Médaille de bronze, Jeux olympiques | Total |
| Athlétisme         | 1                              | 2                                  | 4                                   | 7     |
| Boxe               | 0                              | 1                                  | 1                                   | 2     |
| Cyclisme           | 0                              | 0                                  | 2                                   | 2     |
| Équitation         | 0                              | 1                                  | 2                                   | 3     |
| Lutte              | 3                              | 1                                  | 0                                   | 4     |
| Natation           | 1                              | 0                                  | 1                                   | 2     |
| Pentathlon moderne | 1                              | 1                                  | 0                                   | 2     |
| Plongeon           | 0                              | 0                                  | 1                                   | 1     |
| Voile              | 1                              | 0                                  | 1                                   | 2     |
|                    | 7                              | 6                                  | 12                                  | 25    |

## Liste des médaillés

### Médailles d'or
| Sport                                      | Discipline      | Sportifs |
| Médailles d’or 7                           |                 |          |
| Athlétisme                                 |                 |          |
| Lancer du javelot                          | Erik Lundqvist  |          |
| Lutte                                      |                 |          |
| Lutte gréco-Romaine Poids lourds, +82.5 kg | Rudolf Svensson |          |
| Lutte libre Poids mi-lourds, 79 - 87 kg    | Thure Sjöstedt  |          |
| Lutte libre Poids lourds, +87 kg           | Johan Richthoff |          |
| Natation                                   |                 |          |
| 1500 m nage libre hommes                   | Arne Borg       |          |
| Pentathlon moderne                         |                 |          |
| Épreuve individuelle                       | Sven Thofelt    |          |
| Voile                                      |                 |          |
| Dériveur 12 pieds                          | Sven Thorell    |          |

### Médailles d'argent
| Sport                                       | Discipline                               | Sportifs |
| Médailles d’argent 6                        |                                          |          |
| Athlétisme                                  |                                          |          |
| 800 m                                       | Erik Byléhn                              |          |
| Lancer du marteau                           | Ossian Skiöld                            |          |
| Boxe                                        |                                          |          |
| Poids lourds (+79,4 kg)                     | Nils Ramm                                |          |
| Équitation                                  |                                          |          |
| Dressage par équipes                        | Ragnar Olson, Janne Lundblad, Carl Bonde |          |
| Lutte                                       |                                          |          |
| Lutte Gréco-Romaine Poids plume, 58 - 62 kg | Erik Malmberg                            |          |
| Pentathlon moderne                          |                                          |          |
| Epreuve individuelle                        | Bo Lindman                               |          |

### Médailles de bronze
| Sport                                       | Discipline                                                                                 | Sportifs |
| Médailles de bronze 12                      |                                                                                            |          |
| Athlétisme                                  |                                                                                            |          |
| 5 000 m                                     | Edvin Wide                                                                                 |          |
| 10 000 m                                    | Edvin Wide                                                                                 |          |
| 800 m féminin                               | Inga Gentzel                                                                               |          |
| Lancer du disque féminin                    | Ruth Svedberg                                                                              |          |
| Boxe                                        |                                                                                            |          |
| Poids légers (-61,2 kg)                     | Gunnar Berggren                                                                            |          |
| Cyclisme                                    |                                                                                            |          |
| Course sur route individuelle masculine     | Gösta Carlsson                                                                             |          |
| Course sur route masculine par équipes      | Gösta Carlsson, Erik Jansson, Georg Johnsson                                               |          |
| Équitation                                  |                                                                                            |          |
| Dressage Epreuve individuelle               | Ragnar Olson                                                                               |          |
| Saut d'obstacles par équipes                | Karl Hansén, Carl Björnstjerna, Ernst Hallberg                                             |          |
| Natation                                    |                                                                                            |          |
| 400 m nage libre                            | Arne Borg                                                                                  |          |
| Plongeon                                    |                                                                                            |          |
| Plongeon de haut-vol Plateforme à 10 mètres | Laura Sjöqvist                                                                             |          |
| Voile                                       |                                                                                            |          |
| 8 mètres                                    | Clarence Hammar, Tore Holm, Carl Sandblom John Sandblom, Philip Sandblom, Wilhelm Törsleff |          |

## Sources
- (en) Suède aux Jeux olympiques d'été de 1928 sur olympedia.org
- (en) Site officiel du comité olympique suédois
- (fr) Suède sur le site du Comité international olympique